# Marian Konieczny
Marian Adam Konieczny (13 janvier 1930 - 25 juillet 2017) était un sculpteur polonais. 
Diplômé en 1954 de l'Académie des beaux-arts de Cracovie, Konieczny était un élève de Xawery Dunikowski. Il a été professeur et recteur de l'Académie de 1972 à 1981. Konieczny a sculpté de nombreux monuments remarquables, comme le Varsovie Nike , Mémorial du Martyr à Alger , le Général Tadeusz Kosciuszko à Philadelphie et le Pape Jean Paul II à Leżajsk. En 2000, le président Aleksander Kwaśniewski lui a décerné la croix du commandant avec l'étoile de l' Ordre Polonia Restituta. Son monument de Vladimir Lénine à Nowa Huta était le plus grand monument de Lénine en Pologne, enlevé en 1989. Le talon de Lénine a été endommagé en 1979 à la suite d'une faible explosion. 
Konieczny est décédé à Jaroszowiec, Voïvodie de Petite-Pologne , le 25 juillet 2017 à l'âge de 87 ans.